# Монсано
Монсано (итал. Monsano) — коммуна в Италии, располагается в регионе Марке, в провинции Анкона.
Население составляет 3003 человека (2008 г.), плотность населения составляет 210 чел./км². Занимает площадь 14 км². Почтовый индекс — 60030. Телефонный код — 0731.
Покровителем коммуны почитается святой Григорий Великий, папа римский, празднование 11 марта.

## Демография
Динамика населения:

## Администрация коммуны
- Официальный сайт: https://web.archive.org/web/20091025215005/http://www.monsano.pannet.it/